# North Sultan
North Sultan és una concentració de població designada pel cens dels Estats Units a l'estat de Washington. Segons el cens del 2000 tenia 381 habitants.

## Demografia
Segons el cens del 2000, North Sultan tenia 381 habitants, 124 habitatges, i 102 famílies. La densitat de població era de 122,6 habitants per km².
Dels 124 habitatges en un 46% hi vivien nens de menys de 18 anys, en un 75,8% hi vivien parelles casades, en un 4% dones solteres, i en un 17,7% no eren unitats familiars. En el 13,7% dels habitatges hi vivien persones soles el 4,8% de les quals corresponia a persones de 65 anys o més que vivien soles. El nombre mitjà de persones vivint en cada habitatge era de 3,07 i el nombre mitjà de persones que vivien en cada família era de 3,37.
Per edats la població es repartia de la següent manera: un 33,1% tenia menys de 18 anys, un 3,9% entre 18 i 24, un 32,3% entre 25 i 44, un 22,8% de 45 a 60 i un 7,9% 65 anys o més.
L'edat mediana era de 35 anys. Per cada 100 dones de 18 o més anys hi havia 114,3 homes.
La renda mediana per habitatge era de 65.179 $ i la renda mediana per família de 65.179 $. Els homes tenien una renda mediana de 51.083 $ mentre que les dones 31.339 $. La renda per capita de la població era de 19.989 $. Cap de les famílies estaven per davall del llindar de pobresa.

## Poblacions més properes
El següent diagrama mostra les poblacions més properes.